# Lauren K. Montgomery
Lauren K. Montgomery ist eine US-amerikanische Theater- und Filmschauspielerin.

## Leben
Montgomery studierte Schauspiel an der University of Wisconsin–Madison, die sie mit dem Bachelor of Arts in Theaterschauspiel verließ. Ihre erste Rolle hatte sie 2007 im Kurzfilm Stem, der am 13. Oktober 2007 auf dem Screamfest Horror Film Festival uraufgeführt wurde. Es folgte 2009 ein weiterer Kurzfilm und eine Besetzung in einem Spielfilm. Von 2010 bis 2011 spielte sie in drei Kurzfilmen mit, in Anne Jennings als titelgebende Hauptrolle. Für diese Leistung wurde sie 2010 mit dem Los Angeles Movie Awards und 2011 auf dem Los Angeles Reel Film Festival in der Kategorie Best Actress ausgezeichnet. 2014 war sie im Fernsehfilm Finders Keepers zu sehen. 2018 folgte eine Besetzung im Film I Hate You.

## Filmografie
- 2007: Stem (Kurzfilm)
- 2009: The Hero (Kurzfilm)
- 2009: Sister of Night
- 2010: Beyond the Rails (Kurzfilm)
- 2010: Anne Jennings (Kurzfilm)
- 2011: Repressed (Short)
- 2013: Leaving Limbo
- 2014: Finders Keepers (Fernsehfilm)
- 2018: I Hate You

## Theater (Auswahl)
- Maieutic Theatre Works
- Auburn University Theatre
- Paul Mellon Arts Center